# A Dél-afrikai Köztársaságban történt légi közlekedési balesetek listája
A Dél-afrikai Köztársaságban történt légi közlekedési balesetek listája mind a halálos áldozattal járó, mind pedig a kisebb balesetek, meghibásodások miatt történt, gyakran csak az adott légiforgalmi járművet érintő baleseteket is tartalmazza évenkénti bontásban.

## Dél-afrikai Köztársaságban történt légi közlekedési balesetek

### 2018
- 2018. július 10., Pretoria, a Wonderboom repülőtér közelében. Egy Convair 340 típusú repülőgép próbarepülés során lezuhant. A balesetben 1 fő életét vesztette. A gépen 16 utas és 3 fő személyzet volt.[1]